# Giovanni Battista Piranesi

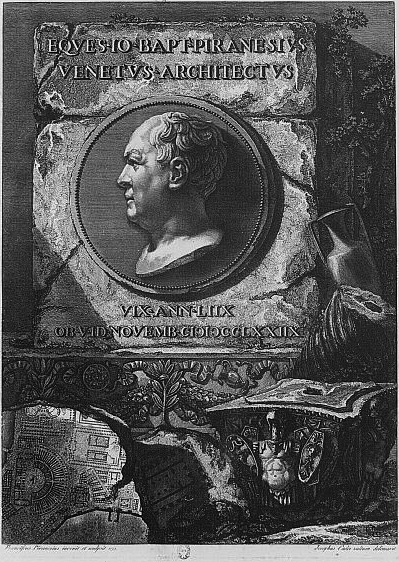
Autoretrat de Piranesi

Giovanni Battista Piranesi (Mogliano Veneto, 4 d'octubre del 1720 – Roma, 9 de novembre del 1778) fou un arquitecte, escriptor, arqueòleg i gravador italià. Va realitzar més de 2.000 gravats d'edificis reals i imaginaris, estàtues i ornaments.
Estudià escenografia i perspectiva a Venècia i continuà estudiant art a Roma, on s'establí. Les ruïnes d'aquesta ciutat van encendre el seu entusiasme i la seva necessitat de representar-les. Copià amb fidelitat i un excel·lent traç les restes arquitectòniques, i afegí amb inventiva les peces que hi mancaven, basant-se en el disseny originari. Va introduir amb gran destresa conjunts florals, altars i tombes. En el decurs de la seva vida, va executar un gravat rere un altre amb gran talent.
Les seves entusiastes reproduccions i interpretacions idealitzants d'antics monuments romans van suposar una important contribució al desenvolupament del neoclassicisme. En aquests gravats s'inclouen imatges fidedignes i exactes de les ruïnes existents, igual que reproduccions imaginàries d'antics edificis en les quals l'alteració de l'escala i la juxtaposició d'elements contribueixen a realçar-ne la grandiositat.
El valor afegit de Piranesi, en tant que teòric, és el seu interès per l'art antic romà, que considera per damunt del grec, i pel que fa als seus gravats, l'enfocament teatral i angoixant.
Aquests gravats han exercit una enorme influència en moviments com el romanticisme del segle xix o en el desenvolupament del surrealisme en el segle XX i entre els artistes de diferents disciplines: pintors, escriptors i directors de cinema.

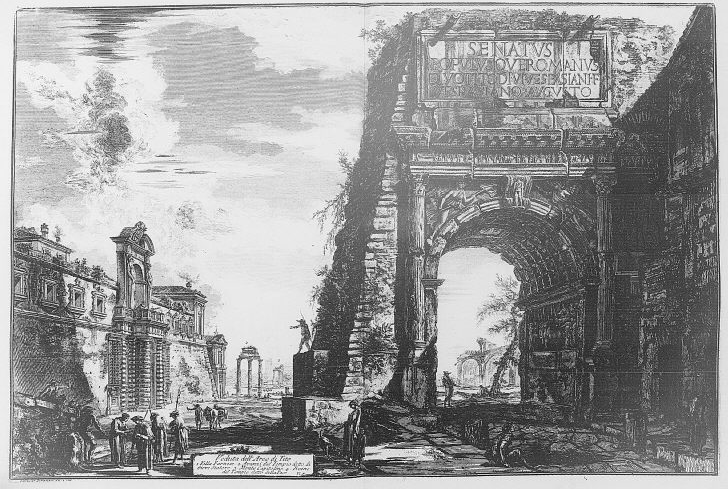
Arc de Titus

Inventa espais ordenats però profundament dramàtics. Ens planteja l'arquitectura com un paisatge, majestuós, esglaiador. Aquest pot ser ordenat però també laberíntic. Amb aquestes característiques, les presons adquireixen un valor d'infern imaginari.
Com a arquitecte, reconstrueix algunes construccions religioses, destacant l'església de Santa Maria del Priorato a Roma el 1764 i projecta la plaça dels Cavallers de Malta adjacent a l'església.
L'Acadèmia de Belles Arts de Sant Carles, de València, conserva una extensa col·lecció de gravats de Piranesi.
L'abadia de Montserrat va adquirir a Roma l'any 1908 una riquíssima col·lecció de gravats de Piranesi.

## LesPresons(Carceri)

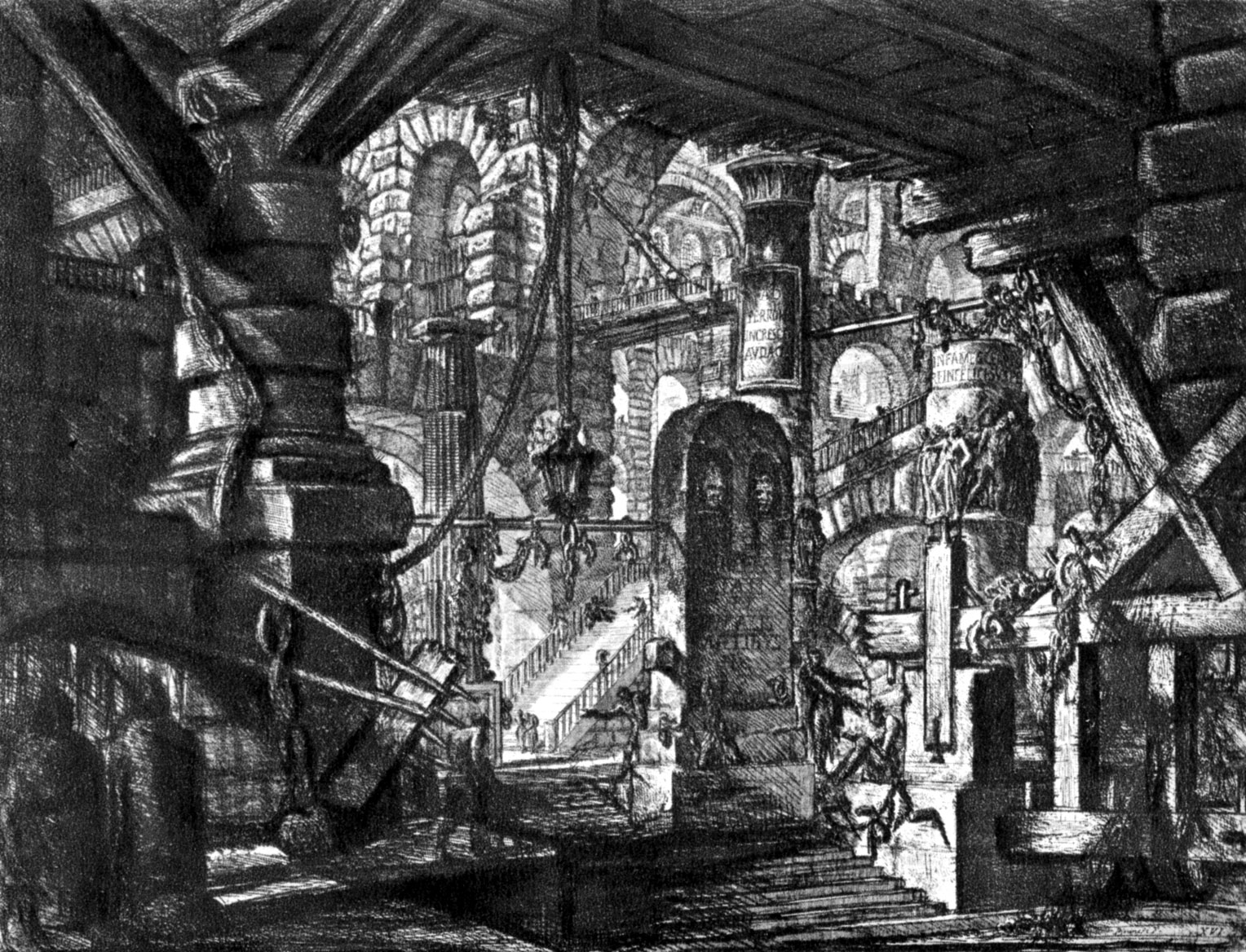
Presó XVI. Moll amb cadenes

Una de les primeres i més destacades col·leccions d'aiguaforts de Piranesi va ser la de les seves Presons (Carceri d'Invenzione, 1745-1760), en què va transformar les ruïnes romanes en fantàstics i desmesurats calabossos dominats per majestuosos i ombrívols passadissos, escales que s'enfilen a alçades increïbles i galeries estranyes que no condueixen enlloc.
Piranesi va publicar les Presons en dues edicions. La primera, del 1745, comprenia catorze gravats. A la segona, del 1761, en reelaborà les planxes, n'hi afegí dues més i les numerà de l'I a la XVI. Els gravats de l'I al IX són verticals, i els restants, apaïsats.
En les edicions del 1745 i del 1761 els gravats eren més lluminosos; en el 1770, però, l'editor Bouchard els feu obscurir per obtenir un efecte més teatral. La majoria de les reproduccions posteriors s'han fet a partir d'aquestes imatges més fosques.